# Ylä-Kintaus
Ylä-Kintaus eller Ylä Kintaudenjärvi är en sjö i Finland. Den ligger i kommunen Petäjävesi i landskapet Mellersta Finland, i den centrala delen av landet, 240 km norr om huvudstaden Helsingfors. Ylä-Kintaus ligger 154,5 meter över havet. I omgivningarna runt Ylä-Kintaus växer i huvudsak blandskog. Den är 19 meter djup. Arean är 5,72 kvadratkilometer och strandlinjen är 36,71 kilometer lång. Sjön  ingår i Kymmene älvs huvudavrinningsområde. 